# NGC 4838
NGC 4838 ist eine Balken-Spiralgalaxie vom Hubble-Typ SBc im Sternbild Jungfrau auf der Ekliptik. Sie ist schätzungsweise 219 Millionen Lichtjahre von der Milchstraße entfernt und hat einen Durchmesser von etwa 105.000 Lj.
Im selben Himmelsareal befinden sich u. a. die Galaxien NGC 4825, NGC 4836, NGC 4847, NGC 4855.
Das Objekt wurde am 9. Mai 1831 von John Herschel mit einem 18-Zoll-Spiegelteleskop entdeckt, der dabei „... on the parallel with the nebula [NGC 4838], another faint, small one follows...“, notierte.